# Communauté de communes Ardre et Vesle
La Communauté de communes Ardre et Vesle est une ancienne communauté de communes française, située dans le département de la Marne et la région Champagne-Ardenne.
Elle a été supprimée le 1er janvier 2014, et intégrée dans la nouvelle communauté de communes Fismes Ardre et Vesle.

## Historique
La communauté a été créée par un arrêté préfectoral du 2 octobre 1997.
Conformément aux prévisions du schéma départemental de coopération intercommunale (SDCI) de la Marne du 15 décembre 2011, les anciennes communautés de communes CC des Deux Vallées du Canton de Fismes (9 communes) et  CC Ardre et Vesle (11 communes) ont fusionné par arrêté préfectoral du 23 mai 2013, afin de former  à compter du 1er janvier 2014 la nouvelle communauté de communes Fismes Ardre et Vesle.

## Territoire communautaire

### Composition
Elle était composée des 11 petites communes suivantes, dont la plus importante est Prouilly :
- Baslieux-lès-Fismes
- Bouvancourt
- Breuil-sur-Vesle
- Courlandon
- Hourges
- Magneux
- Montigny-sur-Vesle
- Prouilly
- Romain
- Unchair
- Vandeuil

## Politique et administration

### Siège
La communauté de communes avait son siège à Prouilly, 23 Grande Rue .

### Élus
La communauté de communes était administrée par un conseil communautaire constitué de représentants de chaque commune, élus en leur sein par les conseils municipaux.

### Liste des présidents
| Période                                  | Période       | Identité        | Étiquette | Qualité                                                                |
| ---------------------------------------- | ------------- | --------------- | --------- | ---------------------------------------------------------------------- |
| Les données manquantes sont à compléter. |               |                 |           |                                                                        |
| ?                                        | décembre 2013 | François Mourra |           | Maire de Vandeuil (2008 → ) Conseiller général de Fismes (2002 → 2008) |

### Compétences
L'intercommunalité exerçait les compétences qui lui avaient été transférées par les communes membres, conformément aux dispositions légales.

### Régime fiscal et budget
La communauté de communes perçoit une fiscalité additionnelle aux impôts locaux des communes, sans FPZ (fiscalité professionnelle de zone) et sans FPE (fiscalité professionnelle sur les éoliennes).